# Mary Jirmanus Saba
Mary Jirmanus Saba (* 1983 in Boston, Massachusetts) ist eine US-amerikanische Geografin und Filmemacherin.

## Leben
Mary Jirmanus Saba studierte von 2001 bis 2006 Sozialwissenschaften am Harvard College sowie von 2011 bis 2015 Geographie an der University of California in Berkeley. Gemeinsam mit dem Medienkollektiv „Vientos del Sur in Ibarra“ (Ecuador) produzierte sie von 2006 bis 2008 das wöchentlich gesendete TV-Programm Via Comunidad. Darüber hinaus realisierte sie in dieser Zeit den Video-Dokumentar-Kurzfilm Si no llueve: Primer regreso (2009) und war u. a. als Filmeditorin tätig.
Ihr erster abendfüllender Film Shu'our akbar min el hob (A Feeling Greater Than Love) erhielt 2017 eine Einladung zur Berlinale. Dort erhielt der Film den Preis der FIPRESCI-Jury in der Sektion „Forum“.

## Filmografie
- 2014: Mulahazat hawl al 'awdeh (Notes for a Return; Kurzfilm)
- 2017: Shu'our akbar min el hob (A Feeling Greater Than Love)